# Robert Boyaval
Robert Boyaval, né à Douai le 9 juin 1923 et mort le 28 juillet 2002, est un poète français, surnommé le « chantre des Pays Miniers ».

## Biographie
Fils de mineur, il s'initie aux métiers de la mine puis à divers petits emplois avant de devenir pompier volontaire au début de la Seconde Guerre mondiale. En 1943, alors que Douai est occupé, il rejoint l’école de gendarmerie de Pamiers. Il est ensuite affecté à Somain afin de participer à la résistance (médaille militaire en 1962).
Autodidacte, il se passionne pour les œuvres de Marceline Desbordes-Valmore et le patois picard à travers les écrits de Jules Mousseron, Théophile Denis et Louis Dechristé.
Diplômé d’études criminelles de la Faculté de droit de Lille, il s'attache à défendre la justice et la liberté, notamment en s'impliquant dans la lutte contre la maltraitance des enfants.
Dès 1946, il participe à de nombreux concours littéraires régionaux, nationaux et internationaux et devient membre actif et d’honneur de plusieurs académies de France et de l’étranger, dont la Société des gens de lettres de France.
Il est titulaire de nombreux prix et récompenses, de distinctions françaises et étrangères : l’Académie des Sciences, Lettres et Arts d’Arras, lui décerne 21 médailles ; les « Violetti picards », 31 médailles en poésie et prose ; la Haute Académie internationale de Lutèce à Paris lui décerne en 1968 son Grand Prix international.
Il participe à plusieurs anthologies et revues. Certaines de ses œuvres sont traduites et publiées en Grèce, en Roumanie, au Portugal, aux États-Unis, en Bulgarie, en Chine. Les distinctions affluent alors de tous les continents. Il enregistre 38 œuvres à Radio-Lille pour l’émission Terrils et Corons entre 1951 et 1954. La peinture, sa seconde passion, lui apporte également la reconnaissance de diverses académies locales. Il reçoit en outre les Palmes académiques en 1962, pour services rendus aux arts et lettres, le titre de chevalier de l’Ordre national du Mérite en 1978 et des Arts et Lettres en 1988.
En 1978, il revient s'établir à Douai, dans son quartier natal et à proximité de Cuincy, où il se remémore ses souvenirs d'enfance. Il participe activement aux manifestations  culturelles avec l'Académie des Tiots Pères de Douai, ainsi qu'à de nombreuses journées des auteurs régionaux à travers le Nord-Pas de Calais.
Il meurt le 28 juillet 2002 à la suite d'une longue maladie.

## Distinctions
- Chevalier de l'ordre des Palmes académiques (1962)
- Chevalier de l'ordre national du Mérite (1978)
- Chevalier de l'ordre des Arts et des Lettres (1988)

## Son œuvre
La majeure partie de son œuvre honore le monde de la mine et le Pays Noir tout entier, qu’il connaît si bien et dont il est si fier. Il a publié plusieurs recueils de poésie française, dialectale (picard) et de contes pour les enfants :
- Au Pays des « Gueules Noires, éd. G.E.P., 1966, préface d’André Canivez. Poésies patoises
- Terrils et Corons, éd. G.E.P., 1968, préface d’Émile Poiteau. Poésies patoises. Prix Wicar de la Société des Sciences et Arts de Lille
- Dans la Cité de Gayant, éd. G.E.P., 1968, préface d’André Bouchier. Poésies patoises.
- Amours et Paysages, éd. G.E.P., 1968. Couronné par la Société nationale d’encouragement au bien et l’Académie des arts et sciences d’Arras.
- Dans le Pays de Flandre, éd. G.E.P., 1969, préface de Fernand Carton. Poésies patoises. Prix Wicar de la Société des sciences et arts de Lille.
- Contes du jeudi, éd G.E.P., 1969, préface de Marie-Louise Perot. Contes pour enfants. Couronné par l’Académie des Jeux floraux de Tunis et le Club des intellectuels français.
- La Ronde joyeuse, éd. G.E.P., 1969, préface de Simone Hoffmane. Poèmes pour enfants. Couronné par l’Académie classique de la Côte d’Azur.
- Les Perles de rosée, éd. G.E.P., 1970, préface de Renée Mauger-Kauffmann. Poèmes pour enfants. Prix miroir 1971 et Société d'encouragement au bien.
- Nouveau Contes du jeudi, éd. G.E.P., 1970, préface de Graziella Hansotte. Contes pour enfants. Couronné par l’Académie des Arts-Sciences-Lettres d’Arras.
- D'ombre et de lumière, éd. G.E.P., 1973, préface de Georges Linze. Couronné par l’Académie des Arts-Sciences-Lettres d’Arras.
- Près des Terrils, éd. G.E.P., 1981. Poésies patoises, préface de M.G Guy de Sart. Couronné par l’Académie des arts et sciences d’Arras.
- À la gentille école, éd. d’auteur, 1984. Poèmes pour enfants, préface d’Hélène Fuchs.
- De terre et de sang, éd. d’auteur. Poèmes, 1985, illustré par Krystel Boyaval, préface de Gaston-Henry Aufrere.
- Le Jardin merveilleux, éd. d’auteur, 1987. Poèmes pour enfants, illustré par Krystel Boyaval, préface de Jean Guirec.